# Aname cuspidata
Aname cuspidata là một loài nhện trong họ Nemesiidae.
Aname cuspidata được miêu tả năm 1954 bởi Main.